# 162년

## 연호
- 후한(後漢) 연희(延熹) 5년

## 기년
- 후한(後漢) 환제(桓帝) 16년
- 신라(新羅) 아달라 이사금(阿達羅泥師今) 9년
- 고구려(高句麗) 차대왕(次大王) 17년
- 백제(百濟) 개루왕(蓋婁王) 35년

## 사건
- 신라, 아달라 이사금, 사도성(沙道城)을 순행하고, 변방 주둔지의 병졸을 위로하였다.

## 참고 문헌
- 김부식 (1145), 《삼국사기》 〈권2〉 아달라 이사금 조(條)